# António Caetano do Amaral
António Caetano do Amaral (Lisboa, 13 de junho de 1747 — Lisboa, 13 de janeiro de 1819) foi um presbítero da Igreja Católica Romana que se destacou como um dos pioneiros da moderna historiografia portuguesa. Teve notável importância na fixação dos critérios historiográficos modernos, teorizados implicitamente na sua obra Memórias sobre a forma do Governo, e costumes dos Povos que habitavam o terreno Lusitano (1792).

## Biografia
Bacharel formado em Cânones pela Universidade de Coimbra, foi deputado do Santo Ofício, cónego da Sé Metropolitana de Évora, cargo a que renunciou em 1806, e por último inquisidor da Inquisição de Lisboa, nomeado em 31 de agosto de 1816.
Foi um dos primeiros sócios da Academia Real das Ciências de Lisboa, admitido em 1780. Faleceu em Lisboa, «extenuado de forças e num estado de magreza verdadeiramente pasmoso» a 13 de Janeiro de 1819.